# حمام قنات شور
بقایای حمام قنات شور مربوط به سده‌های متاخر دوران‌های تاریخی پس از اسلام است و در شهرستان گرمسار، بخش ایوانکی، دهستان ایوانکی، ۳۰۰ متری شرق روستای متروکه گلستانه، ۹۰۰ متری جنوب شرق روستای جنت آباد واقع شده و این اثر در تاریخ ۲۶ اسفند ۱۳۸۷ با شمارهٔ ثبت ۲۶۰۸۹ به‌عنوان یکی از آثار ملی ایران به ثبت رسیده است.